# Атажукин, Росланбек Мисостович
Росланбек Мисостович Атажукин (ок. 1760 — ок. 1820) — кабардинский князь, полковник, участник антиколониального движения на Кавказе, предполагаемый убийца своего двоюродного брата Измаил-бея Атажукина.

## Биография
- Представитель княжеского рода Атажукиных. Родился в Кабарде в семье старшего князя-валия Кабарды Мисоста Боматовича Атажукина, был отправлен родителями в Санкт-Петербург для получения военного образования.
- Участвовал в Русско-турецкой войне 1787—1797 годов, служил при Г. А. Потёмкине, после смерти которого вернулся в Кабарду.[1]
- В Кабарде примкнул к антироссийской партии, проводившей антиколониальную политику, стал одним из её руководителей и активных деятелей[1], однако через некоторое время разочаровался в возглавляемом им же движении.
- 14 мая 1804 года возглавил отряд кабардинцев, собравших большую группу горцев, и перешёл на русскую сторону, уведя за Кубань множество абазинских и ногайских семейств вместе с их имуществом[2]. Часть из них впоследствии вернулась на прежнее место жительства[3].
- Согласно общепринятой, но недоказанной версии в конце 1811 (или начале 1812) года убил своего двоюродного брата, видного общественного деятеля, князя Измаил-бея Атажукина.[1] Причины, как и обстоятельства убийства, остались неизвестными.
- Был женат, сыновья: Мухаммед (Мухамад-Аша,Хатокшоко), Мисост, Атажуко.

## Интересные факты
- Версия об убийстве Росланбеком князя Измаил-бея используется М. Ю. Лермонтовым в поэме «Измаил-бей».